# マダムX (2010年の映画)
マダムX（マダムエックス）は、ラッキー・クスワンディ (Lucky Kuswandi) が監督し、ニア・ディナタが制作にあたった、インドネシアのコメディ/スーパーヒーロー映画。2010年10月7日に公開されたこの作品では、主演のアミンがマダムXを演じ、ほかにはマルセル・シャハーン、シャンティ、ティティDJ、サラ・セチャン、フィトリ・トロピカらが出演した。
ゲイの美容師が、スーパーヒーロー「マダムX」に変身して、悪と闘うというアクション映画。